# Psoroglaena infossa
Psoroglaena infossa är en lavart som beskrevs av Orange. Psoroglaena infossa ingår i släktet Psoroglaena och familjen Verrucariaceae.   Inga underarter finns listade i Catalogue of Life.